# 雷吉斯特 (喬治亞州)
雷吉斯特（英語：Register）是一個位於美國喬治亞州布洛克縣的城鎮。

## 地理
雷吉斯特的座標為32°21′59″N 81°53′01″W / 32.36639°N 81.88361°W，而該地的平均海拔高度為59米（即194英尺）。

## 人口
根據2010年美國人口普查的數據，雷吉斯特的面積為2.00平方千米，當中陸地面積為2.00平方千米，而水域面積為0.00平方千米。當地共有人口175人，而人口密度為每平方千米88人。